# Hector Le Blus
Hector Michael Isabella Le Blus (Willebroek, 14 mei 1850 - Mechelen, 25 juni 1906) was een Belgisch arts en politicus voor de Katholieke Partij.

## Biografie
Als telg uit een artsenfamilie in Klein-Brabant studeerde hij geneeskunde aan de Katholieke Universiteit van Leuven. Via zijn huwelijk belandde hij in Mechelen.
Hector Le Blus werd hoofdheelmeester van het Onze-Lieve-Vrouw-Gasthuis aan de Keizerstraat in Mechelen. Ook trad hij op als geneesheer voor de Burgerwacht. Hij sensibiliseerde de Mechelse bevolking met affiches, folders, brochures en krantenadvertenties in zijn strijd tegen tuberculose. Dit leidde tot zijn eigen “Dispensarium H. Le Blus” in de Frederik de Merodestraat in Mechelen, dat beschikbaar werd voor wereldbefaamde onderzoekers uit verschillende landen.
In 1894 werd Le Blus verkozen tot provincieraadslid in de provincie Antwerpen voor de Katholieke Partij. In 1900 werd hij verkozen tot gemeenteraadslid te Mechelen en benoemd tot schepen van openbare werken in het college geleid door burgemeester (en partijgenoot) Edouard De Cocq. Als schepen was hij betrokken bij het intergemeentelijk overleg met betrekking tot de vervuiling van de Zenne in Brussel en het effect op de benedenstroomse gemeenten waar ook de gezondheidsrisico's zijn aandacht kregen. Na zijn overlijden in 1906 werd Hector Le Blus als schepen opgevolgd door Léo Louveaux en in de provincieraad door Léon Gobbers.
Hector Le Blus was voorzitter van het Mechelse brandweerkorps, bestuurslid van het Mechels Stedelijk Middelbaar Onderwijs en de Mechelse Muziekacademie. Tevens leidde hij de Provinciale School voor Vroedvrouwen en de Mechelse Academie voor Schone Kunsten.
Vanaf 1901 was hij raadslid van de Koninklijke Kring voor Oudheidkunde, Letteren en Kunst van Mechelen.
Le Blus werd geridderd in de Leopoldsorde en ontving het Burgerkruis Eerste Klas.